# Альфонсо Домінгес
Альфонсо Домінгес (ісп. Alfonso Domínguez, нар. 24 вересня 1965, Дурасно) — уругвайський футболіст, що грав на позиції захисника.
Виступав, зокрема, за клуби «Пеньяроль» та «Насьйональ», а також національну збірну Уругваю.
Дворазовий чемпіон Уругваю. Володар Кубка Лібертадорес. У складі збірної — володар Кубка Америки. 

## Клубна кар'єра
Народився 24 вересня 1965 року в місті Дурасно. Вихованець футбольної школи клубу «Пеньяроль». Дорослу футбольну кар'єру розпочав 1985 року в основній команді того ж клубу, в якій провів шість сезонів& За цей час двічі виборював титул чемпіона Уругваю, ставав володарем Кубка Лібертадорес.
Протягом 1992—1993 років грав в Аргентині, де захищав кольори клубу «Рівер Плейт».
Своєю грою за останню команду привернув увагу представників тренерського штабу клубу «Насьйональ», до складу якого приєднався 1994 року. Відіграв за команду з Монтевідео наступні три сезони своєї ігрової кар'єри.
Завершив професійну ігрову кар'єру у клубі «Уракан Бусео», за команду якого виступав протягом 1998—2000 років.

## Виступи за збірну
1987 року дебютував в офіційних матчах у складі національної збірної Уругваю. Протягом кар'єри у національній команді, яка тривала 4 роки, провів у формі головної команди країни 31 матч.
У складі збірної був учасником розіграшу Кубка Америки 1987 року в Аргентині, здобувши того року титул континентального чемпіона, розіграшу Кубка Америки 1989 року у Бразилії, де разом з командою здобув «срібло», а також чемпіонату світу 1990 року в Італії.

## Титули і досягнення
- Чемпіон Уругваю (2):

«Пеньяроль»:  1985, 1986
- Володар Кубка Лібертадорес (1):

«Пеньяроль»:  1987
- Володар Кубка Америки: 1987
- Срібний призер Кубка Америки: 1989